# Vivere normale
Vivere normale è un album pubblicato nel 2007, il terzo del cantante italiano DJ Francesco, che per l'occasione utilizza il suo vero nome Francesco Facchinetti.
L'album contiene l'omonimo brano Vivere normale, presentato dall'artista insieme al padre Roby al Festival di Sanremo 2007.

## Tracce
1. Vivere normale - 3:28
2. Superman - 3:53
3. Amami - 3:06
4. Tra me e te - 3:42
5. Amante e regina - 3:56
6. Ancora amore - 4:34
7. Non cado più - 3:06
  - Non cambieremo mai - 3:03 - traccia fantasma

## Formazione
- Francesco Facchinetti - voce
- Ronny Aglietti - basso
- Matteo Bassi - basso
- Emiliano Bassi - batteria
- Davide Devoti - chitarra
- Michele Monestiroli - armonica
- Marco Brioschi - tromba